# Il fattore umano (romanzo)
Il fattore umano (titolo originale in lingua inglese: The Human Factor) è un romanzo di Graham Greene pubblicato nel 1978.

## Trama
Maurice Castle è un anziano e stimato agente segreto britannico il quale svolge un lavoro di tipo burocratico nella sede centrale dell'MI6. Castle conduce apparentemente una tranquilla esistenza in Inghilterra: vive con la moglie Sarah e il figlio Sam in campagna e si reca al lavoro a Londra in treno. Castle ha conosciuto Sarah in Africa; la donna è di colore e, per salvarla da un campo di prigionia sudafricano, Castle ha ottenuto l'aiuto di un comunista e, in segno di gratitudine, si è impegnato a fornire ai servizi sovietici informazioni segrete sull'Africa. I servizi segreti britannici si rendono conto della fuga di notizie dalla sezione nella quale lavora Castle, ma la loro inchiesta porta al colpevole sbagliato: il collega di Castle Arthur Davis, il quale viene eliminato da Percival, uno dei capi dell'MI6. Il ruolo di Castle nella fuga di notizie è tuttavia scoperto da Muller, un collaboratore sudafricano dello spionaggio inglese. Castle si sente braccato e infine viene costretto dai sovietici a un isolamento perpetuo a Mosca, senza speranza di potersi ricongiungere con i familiari, confinati in Inghilterra.

## Edizioni
- (EN) The Human Factor, London, The Bodley Head, 1978,  p. 344, ISBN 0-370-30043-2.
- Il fattore umano, traduzione di Bruno Oddera, Collezione Omnibus, Milano, Mondadori, 1978,  p. 322. - nota introduttiva di Silvana Pintozzi ed Elena Albertini, Collana Oscar, Mondadori, 1980-2000.
- in  Romanzi, vol. II, traduzione di Adriana Bottini, a cura di Paolo Bertinetti, Collana I Meridiani, Milano, 2001.
- Il fattore umano, traduzione di A. Bottini, Collana Oscar classici moderni n.217, Milano, Mondadori, 2007,  pp. XV+315, ISBN 978-88-04-56787-5.
- Il fattore umano, traduzione di A. Bottini, a cura di Domenico Scarpa, nota di Enrico Deaglio, Collana La memoria n.1169, Palermo, Sellerio, 2020, ISBN 978-88-389-4078-1.

## Adattamenti
Dal romanzo nel 1979 è stato tratto l'omonimo film diretto da Otto Preminger, sceneggiato dallo scrittore inglese Tom Stoppard. L'adattamento non piacque molto a Graham Greene.